# Грип (кинематограф)

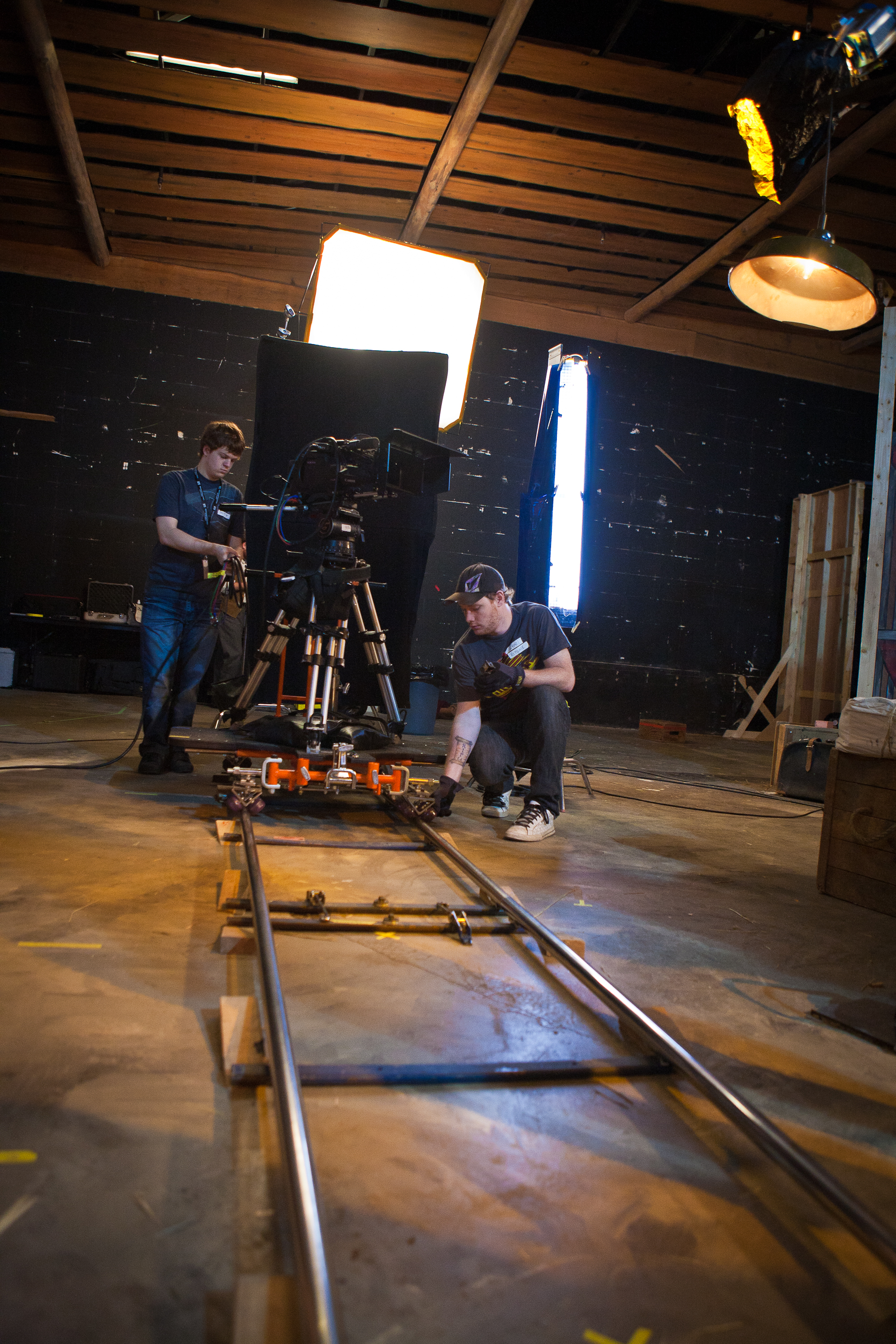
Грипы, работающие с операторской тележкой

В США, Канаде и Великобритании гри́пы (англ. grips) — сотрудники съёмочной группы, отвечающие за вспомогательное оборудование. На кинопроизводстве они образуют свой собственный отдел, которым руководит кей-грип. У грипов есть две ключевые задачи. Во-первых, они тесно сотрудничают с операторской группой, обеспечивая помощь при работе с камерой, особенно если она установлена на тележке, кране или в другом необычном положении, например, на вершине лестницы. Некоторые грипы могут специализироваться на управлении тележками или кранами для камер. Вторая функция грипов — взаимодействие с электротехническим отделом под руководством оператора-постановщика для создания осветительных установок, необходимых для съёмок.
В Великобритании, Австралии и большинстве европейских стран грипы не занимаются освещением. В так называемой «британской системе», которая применяется в Европе и странах Содружества, за исключением Канады, их работа заключается исключительно в установке и поддержке камеры.
Термин «grip» происходит от более старого понятия, которое использовалось в американском театре для обозначения рабочих сцены, передвигающих декорации.
Американские грипы обычно входят в состав Международного альянса работников театральной сцены (IATSE). Канадские грипы также могут быть членами IATSE или других профессиональных профсоюзов, таких как Nabet 700 в Торонто или ACFC в Ванкувере. Британские грипы, как правило, являются членами Союза телерадиовещания, развлечений, коммуникаций и театра (BECTU).